# Mikael Damberg
Lars Mikael Damberg, född 13 oktober 1971 i Solna, är en svensk politiker (socialdemokrat). Han var mellan 30 november 2021 och 18 oktober 2022 finansminister i regeringen Andersson. Dessförinnan var Damberg närings- och innovationsminister från oktober 2014 till januari 2019 och därefter inrikesminister åren 2019–2021.
Damberg är ordinarie riksdagsledamot sedan 2002, invald för Stockholms läns valkrets. Han var Socialdemokraternas gruppledare i riksdagen 2012–2014 och förbundsordförande för Sveriges socialdemokratiska ungdomsförbund (SSU) från 1999 till 2003.

## Bakgrund

### Uppväxt och tidig karriär
Damberg växte upp i Bergshamra i Solna kommun. Hans föräldrar är Socialdemokraternas förre partikassör Nils-Gösta Damberg och Riitta-Liisa Damberg, en gång i tiden distriktsordförande inom det socialdemokratiska ungdomsförbundet i Finland.
Som ung arbetade Damberg som flyttkarl. År 2000 tog Damberg examen från förvaltningslinjen vid Stockholms universitet.

## Politisk karriär

### Inom SSU
Damberg blev medlem i SSU i slutet av 1980-talet och var dess förbundsordförande under åren 1999–2003. Innan han blev ordförande för SSU var Damberg politiskt sakkunnig hos försvarsminister Thage G. Peterson och statsminister Göran Persson.
Han valdes till ordförande för SSU vid förbundskongressen i Västerås 1999 med minsta möjliga marginal, 126 röster för Damberg mot 124 för motkandidaten Luciano Astudillo, och efterträdde därmed Niklas Nordström som ordförande. Damberg ansågs vara en representant för ungdomsförbundets högerfalang, medan Astudillo kom från vänsterfalangen. Som nyvald förbundsordförande sade sig Damberg vilja arbeta för att ena det splittrade SSU, vilket sågs som nödvändigt efter den svåra spricka som uppstått under Nordströms tid som ordförande i SSU. "Jag ska snart besöka de distrikt som inte röstade på mig. Det får inte bli en spricka mellan oss," sa Damberg i en intervju år 1999. Tron på att just Damberg som ordförande skulle kunna ena SSU var även ett återkommande tema bland de delegater som vid kongressen pläderade för Dambergs kandidatur.
När Damberg skulle väljas om till ordförandeskapet vid SSU-kongressen i Umeå år 2001 reste sig delegaterna från vänsterfalangen, tågade ut i en tyst protest och vägrade att delta i valet på grund av vad de ansåg vara högerfalangens tvivelaktiga metoder för att ändra falangernas styrkeförhållande inför kongressen.
Under sin tid som ordförande i SSU drev Damberg igenom en extra pappamånad vid Socialdemokraternas kongress år 2000. Vid antagandet av nytt partiprogram 2001 var Damberg och SSU drivande när Socialdemokraterna beslöt att partiet är feministiskt. 
År 2003 efterträddes Damberg på ordförandeposten av Ardalan Shekarabi, även han tillhörande ungdomsförbundets högerfalang.

### Lokalpolitik i Solna kommun
Damberg har varit aktiv i lokalpolitiken i Solna kommun som ledamot av kommunfullmäktige.

### Riksdagen
Damberg är sedan valet 2002 ordinarie riksdagsledamot, invald i Stockholms läns valkrets. 2002–2012 var han ledamot av utbildningsutskottet, sedan 2010 som utskottets vice ordförande och Socialdemokraternas talesperson i utbildningspolitiska frågor. Han lämnade den posten när han 2012 blev gruppledare för Socialdemokraterna. Han var också ledamot av Utrikesnämnden 2012–2014 och tidigare även suppleant i försvarsutskottet och finansutskottet.
Han var 2004−2013 ordförande för Socialdemokraterna i Stockholms län. Han är sedan 2011 också ordinarie ledamot i Socialdemokraternas verkställande utskott, efter att 2009–2011 ha varit suppleant.

### Statsråd och ekonomisk-politisk talesperson

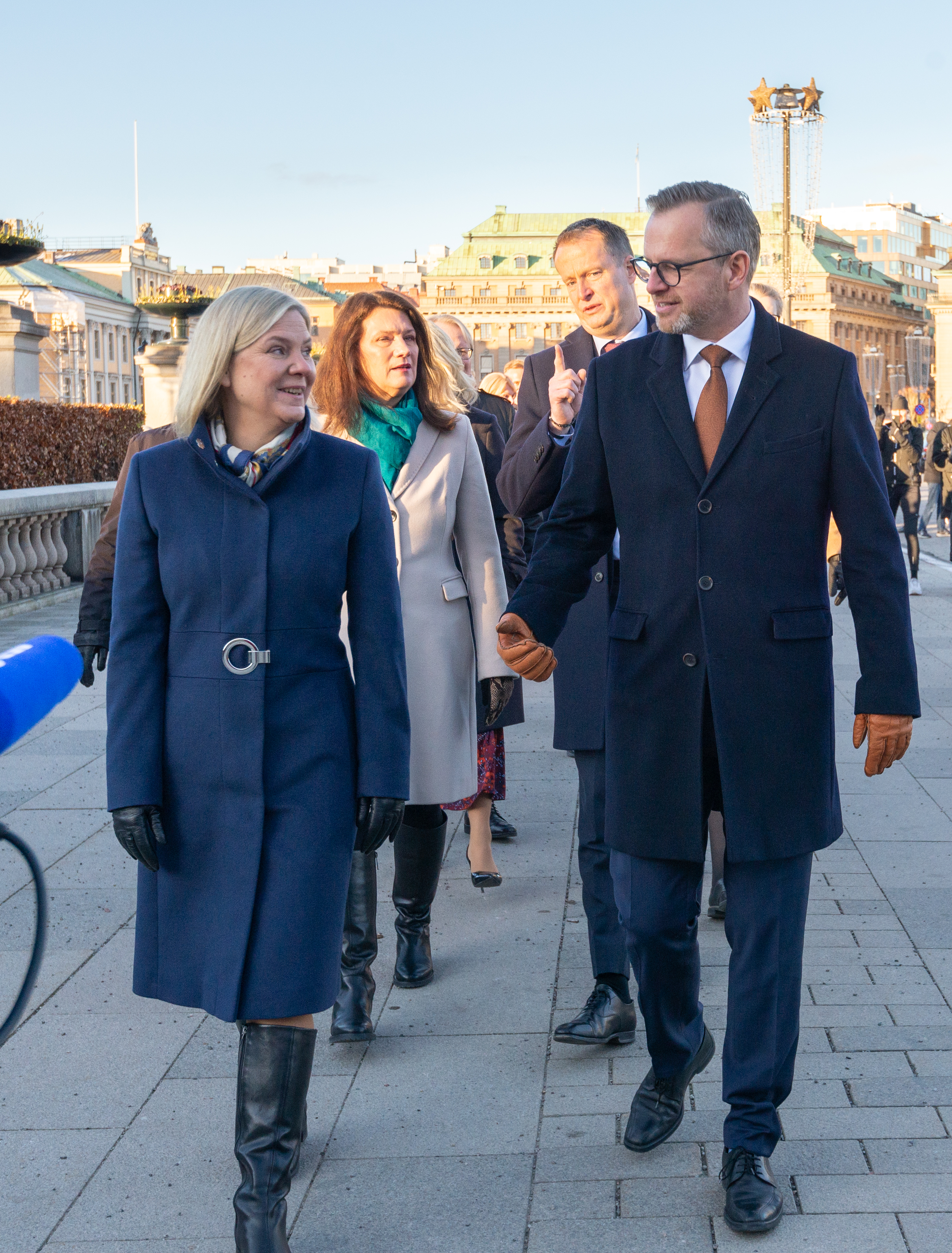
Nytillträdde finansminister Mikael Damberg på väg till skifteskonseljen med kungen på slottet med statsminister Magdalena Andersson och den nya regeringen 30 november 2021.

Damberg utsågs den 3 oktober 2014 till statsråd och chef för Näringsdepartementet med titeln närings- och innovationsminister i regeringen Löfven I. När regeringen Löfven II tillträdde 21 januari 2019 blev Damberg  inrikesminister med placering på Justitiedepartementet.
Damberg deltog på demokraternas nationella konvent i Philadelphia i juli 2016 inför presidentvalet i USA 2016 för att stötta presidentkandidaten Hillary Clinton.
När Magdalena Andersson 30 november 2021 blev ny statsminister utnämnde hon Damberg till finansminister i regeringen Andersson. Han satt på posten till maktskiftet i oktober 2022. Sedan dess är han istället vice ordförande i finansutskottet och Socialdemokraternas ekonomisk-politiske talesperson.

## Övrigt engagemang
Sedan 2001 är Damberg ordförande för Fadimes minnesfond som startades för att stödja kampen mot hedersrelaterat förtryck.
Han var deltagare vid World Economic Forums möte i Davos 2022.